# Sächsische Staatskapelle Dresden
Sächsische Staatskapelle Dresden (volně přeloženo: Saský státní orchestr) založená v Drážďanech roku 1548 kurfiřtem Mořicem Saským je jedním z nejstarších a nejtradičnějších orchestrů světa. Od svého vzniku formovali historii někdejšího dvorního orchestru význační kapelníci a mezinárodně cenění instrumentalisté. K jeho kapelníkům patřili mimo jiné Heinrich Schütz, Johann Adolf Hasse, Carl Maria von Weber a Richard Wagner, jenž orchestr nazval svou „zázračnou harfou“. Významnými šéfdirigenty posledních 100 let byli Ernst von Schuch, Fritz Reiner, Fritz Busch, Karl Böhm, Joseph Keilberth, Rudolf Kempe, Otmar Suitner, Kurt Sanderling, Herbert Blomstedt a Giuseppe Sinopoli. V letech 2000–2004 orchestr vedl Bernard Haitink, v letech 2007–2010 Fabio Luisi. Od sezóny 2012/2013 je šéfdirigentem Christian Thielemann. V květnu 2016 byl bývalý šéfdirigent Herbert Blomstedt jmenován čestným dirigentem, což je titul, který dosud obdržel jen Sir Colin Davis (1990–2013). Od roku 2012 je hlavním hostujícím dirigentem Myung-Whun Chung.
Se Sächsische Staatskapelle byl po více než šedesát let spřízněn Richard Strauss. Devět z jeho oper, včetně Salome, Elektry a Růžového kavalíra, mělo premiéru v Drážďanech. Orchestru věnoval také svou „Alpskou symfonii“. Řada slavných skladatelů napsala díla, která měla rovněž drážďanskou premiéru v podání tohoto souboru. Na tuto tradici navázal orchestr v roce 2007 udělováním titulu rezidenčního skladatele (Capell-Compositeur). Po Hansi Wernerovi Henzem, Sofii Gubajdulině, Wolfgangu Rihmovi, György Kurtágovi, Arvu Pärtovi, Peteru Eötvösovi a Aribertu Reimannovi nesl v sezóně 2020/2021 tento titul posmrtně Giuseppe Sinopoli.
Sächsische Staatskapelle, která má 150 systemizovaných míst, sídlí v Semperově opeře, kde lze za sezónu navštívit přibližně 250 operních a baletních představení. V drážďanské 
Frauenkirche se ročně koná asi 50 symfonických a komorních koncertů a vystoupení. Jako jeden z nejvyhledávanějších symfonických orchestrů na světě je Staatskapelle pravidelným hostem ve velkých světových hudebních centrech. Od roku 2013 je Saský státní orchestr součástí Salcburského velikonočního festivalu, jehož umělecké vedení je svěřeno Christianu Thielemannovi.
Soubor se angažuje také v regionech: od října 2008 zaštiťuje činnost spolku Meetingpoint Music Messiaen e.V. v Evropském městě Görlitz/Zgorzelec. V září 2010 také inicioval Mezinárodní Šostakovičovy dny v Gohrischi (Saské Švýcarsko), což je první festival na světě, který je každoročně věnován tvorbě Dmitrije Šostakoviče. V roce 2007 obdržela v Bruselu Sächsiche Staatskapelle Dresden jako jediný orchestr „Cenu Evropské kulturní nadace pro uchovávání světového hudebního dědictví“.

## Historie
Hofkapelle byla jedním z nejvýznamnějších dvorních ansáblů své doby. Svého prvního rozkvětu dosáhla v 17. století za Heinricha Schütze, avšak s koncem třicetileté války přišel také její úpadek. Kurfürstlich-Sächsische und Königlich-Polnische Kapelle existovala v letech 1697–1756 za vlády kurfiřtů Fridricha Augusta I. a za jeho syna Fridricha Augusta II. Tehdejší označení souboru odráží skutečnost, že oba tito kurfiřti byli zároveň polskými králi. Na saském dvoře v Drážďanech toto hudební těleso došlo již za vlády Jana Jiřího II. (1656–1680) a Jana Jiřího III. (1680–1691) svého rozkvětu. Přesto však přišel další rozmach ve znamení vrcholného baroka. V roce 1697, kdy byl Fridrich August I. korunován polským králem jako August II. Silný, byla deputace na dvorní hudbu snížena z více než 15 000 na necelých 7600 tolarů ve srovnání s rokem 1691. Poté však vrostla na 17 000 tolarů a roku 1719 na 26 400 tolarů, což ovšem zahrnuje i rozpočet na církevní hudbu katolického dvora, který byl nezbytný po Augustově konverzi. Kapelníkem se stal Johann Christoph Schmidt, který měl zpočátku k dispozici 31 hudebníků. Jako šťastná náhoda se ukazuje, že v roce 1709 byl houslista Jean-Baptiste Volumier jmenován koncertním mistrem s ročním platem 1200 tolarů. V roce 1712 byl angažován mladý začínající houslista Johann Georg Pisendel, roku 1715 byl přijat již tehdy slavný skladatel a hudebník Pantaleon Hebenstreit, roku 1716 byl jako druhý kapelník angažován Johann David Heinichen, roku 1716 pak třetí kapelník Antonio Lotti. Z dalších hudebníku lze uvést např. Lottiho manželku, sopranistku Santu Stellu, kastráta Francesca Bernardiho, zvaného „Senesino“ (za roční plat 70 000 tolarů) a italského houslového virtuóza Francesca Mariu Veraciniho. Během dlouhé Heinichenovy nemoci nastoupil na jeho místo kapelníka Jan Dismas Zelenka. V letech 1716/1717 byl Pisendel vyslán do Itálie, aby se tu naučil nejnovější techniky houslové hry. V Benátkách se seznámil s Antoniem Vivaldim, jehož hudbu velmi obdivoval. Dvorní orchestr se potom připravoval na nadcházející oslavy sňatku následníka trůnu s rakouskou arcivévodkyní Marií Josefou.
Po roce 1763 neslo těleso název Kurfürstlich-sächsische Kapelle, od roku 1807 Königlich-sächsische musikalische Kapelle a po roce 1918 Sächsische Staatskapelle. V období NDR se orchestr nazýval „Staatskapelle Dresden“ nebo také „Dresdner Staatskapelle“. Svůj současný název získal orchestr až po roce 1990. S veřejnými koncerty začal soubor koncem 18. století. Předplatné bylo zavedeno roku 1858. Sächsische Staatskapelle je od první třetiny 17. století operním orchestrem, který s výjimkou let 1945–1984 hraje v Semperově opeře.

## Současnost
Giuseppe Sinopoli vedl orchestr od roku 1992 až do své náhlé smrti 20. dubna 2001. Po něm roku 2002 dočasně převzal místo šéfdirigenta Bernard Haitink, jenž však po dvou letech orchestr předčasně opustil. Poslední koncert absolvoval v listopadu 2004 v rámci vídeňského turné. V září 2007 převzal pozici generálního hudebního ředitele Fabio Luisi, tehdejší šéfdirigent Vídeňského symfonického orchestru. Pro sezónu 2012/2013 byl jako nový šéfdirigent přijat Christian Thielemann, který je v této funkci dodnes.
Orchestr pořádá 12 až 15 symfonických a speciálních koncertů za sezónu a hraje téměř každý den ve všech operních produkcích. Speciální koncerty zahrnují koncerty ve Frauenkirche a zvláštní večerní představení. Existují také matiné a projekty pro děti a mládež. Dne 26. dubna 2007 obdržela Sächsische Staatskapelle Dresden v Bruselu „Cenu za uchovávání světového hudebního dědictví“. Za nahrávku 9. symfonie od Antona Brucknera získala Staatskapelle pod taktovkou Fabia Luisiho 18. října 2009 ocenění ECHO Klassik. Tuto cenu však 20. dubna 2018 na protest proti tomu, že jí byli vyznamenáni také kontroverzní rapeři Kollegah a Farid Bang, orchestr vrátil.

## Osobnosti

### Významní kapelníci a dirigenti
- Johann Walter (1548–1554)
- Mattheus Le Maistre (1555–1568)
- Antonio Scandello (1568–1580)
- Giovanni Battista Pinello di Ghirardi (1580–1584)
- Rogier Michael (1587–1619)
- Heinrich Schütz („Henricus Sagittarius“) (1615–1672, dvorní kapelník)
- Vincenzo Albrici (1654–1680)
- Giovanni Andrea Bontempi (1656–1680)
- Carlo Pallavicino (1666–1688)
- Marco Giuseppe Peranda (1663–1675)
- Nicolaus Adam Strungk (1688–1700, dvorní kapelník)
- Johann Christoph Schmidt (1697–1728, dvorní kapelník)
- Antonio Lotti (1717–1719)
- Johann David Heinichen (1717–1729)
- Jan Dismas Zelenka (zástupce Heinichena, neúspěšný uchazeč o místo dvorního kapelníka)
- Giovanni Alberto Ristori (1725–1733 zástupce Heinichena, neúspěšný uchazeč o místo dvorního kapelníka, od roku 1750 zástupce Hasseho)
- Johann Adolf Hasse (1733–1763, dvorní kapelník)
- Johann Gottlieb Naumann (1776–1801, dvorní kapelník)
- Ferdinando Paër (1802–1806, dvorní kapelník)
- Francesco Morlacchi (1810–1841, dvorní kapelník)
- Carl Maria von Weber (1816–1826, dvorní kapelník)
- Carl Gottlieb Reißiger (1826–1859, dvorní kapelník)
- Richard Wagner (1843–1848, dvorní kapelník)
- Karl August Krebs (1850–1880)
- Julius Rietz (1860–1877, dvorní kapelník)
- Franz Wüllner (1877–1882, dvorní kapelník)
- Ernst von Schuch (1872–1914, dvorní kapelník, od roku 1889 generální hudební ředitel)
- Hermann Kutzschbach (1898–1936)
- Kurt Striegler (1886–1958)
- Karl Pembaur (kapelník 1913–1939)
- Fritz Reiner (1914–1921)
- Fritz Busch (1922–1933)
- Karl Böhm (1934–1942)
- Karl Elmendorff (1943–1944)
- Joseph Keilberth (1945–1950)
- Rudolf Kempe (1950–1953)
- Franz Konwitschny (1953–1955)
- Lovro von Matačić (1956–1958)
- Otmar Suitner (1960–1964)
- Kurt Sanderling (1964–1967)
- Martin Turnovský (1967–1968)
- Herbert Blomstedt (1975–1985)
- Hans Vonk (1985–1990)
- Giuseppe Sinopoli (1992–2001)
- Bernard Haitink (2002–2004)
- Fabio Luisi (2007–2012)
- Christian Thielemann (od 2012/2013)

### Významní sólisté a instrumentalisté
Houslisté:
- Johann Jakob Walther (1674–1680, koncertní mistr)
- Johann Georg Pisendel (1712–1755, koncertní mistr)
- Francesco Maria Veracini (1717–1722, koncertní mistr)

Gambisté:
- Carl Friedrich Abel (1748–1757)

Kontrabasisté:
- Jan Dismas Zelenka (1719–1745)

Flétnisté:
- Johann Joachim Quantz (1728–1741)

### Skladatelé a díla
Orchestru byla věnována četná díla, další měla v Drážďanech premiéru. Patří mezi ně skladby Vivaldiho, Wagnera, Schumanna, Liszta, Strausse, Hindemitha, Weilla, Blachera a dalších. Z novějších autorů potom mimo jiné skladby Geißlera, Kochana, Zimmermanna, Matthuse, Rihma, Kančeliho a Ruzicky. Se souborem, jenž je dodnes mezinárodně označován za „Straussův orchestr“, je spojován zejména Richard Strauss, který s orchestrem více než 60 let spolupracoval jako skladatel a drigent. Ernst von Schuch, který ho propagoval, se zasadil o to, že devět jeho oper mělo svou premiéru v Drážďanech.

### Diskografie
Diskografie orchestru zahrnuje velké množství nahrávek symfonického a operního repertoáru s renomovanými dirigenty od počátku 20. let 20. století. Pro label NDR Eterna byly vytvořeny četné nahrávky v drážďanském kostele svatého Lukáše, jenž je pro nahrávky Staatskapelle používán dodnes. V roce 2007 byla souboru udělena cena ECHO Klassik za Hänsslerovu edici, které veřejnosti zpřístupnila archivované operní a koncertní nahrávky. Kromě toho je Staatskapelle smluvním partnerem významných nahrávacích společností.